# Paizay-le-Sec
Paizay-le-Sec är en kommun i departementet Vienne i regionen Nouvelle-Aquitaine i västra Frankrike. Kommunen ligger i kantonen Chauvigny som tillhör arrondissementet Montmorillon. År 2022 hade Paizay-le-Sec 474 invånare.

## Befolkningsutveckling
Antalet invånare i kommunen Paizay-le-Sec
| Referens: INSEE |